# Eudes III de Borgonya
Eudes III de Borgonya (agost de 1165 - Lió, 6 de juliol de 1218) fou duc de Borgonya entre 1192 i 1218.

## Orígens familiars
Nasqué el 1116 sent fill del duc Hug III de Borgonya i la seva primera esposa, Alícia de Lorena. Era net per línia paterna d'Eudes II de Borgonya i Maria de Blois, i per línia materna de Mateu I de Lorena i Berta de Suàbia.

## Ducat de Borgonya
Eudes III no continuà la política agressiva iniciada pel seu pare contra el rei francès, i per això s'alià amb el rei Felip II de França en les seves lluites contra Joan sense Terra i l'emperador Otó IV.
Eudes III fou un important líder en la croada contra els càtars. Quan rebé la comunicació que el rei francès no li donà suport en la seva lluita contra els càtars, el duc de Borgonya va aconseguir el suport dels bisbes locals i van organitzar la campanya contra aquests de 1209.
Eudes III morí a Lió i fou enterrat a Citeaux.

## Núpcies i descendents
Es casà el 1194 amb Teresa de Portugal, filla del rei Alfons I de Portugal i la seva esposa Mafalda de Savoia. D'aquesta unió no nasqueren fills, ja que el duc borgonyès la repudià l'any següent del matrimoni.
El 1199 es casà, en segones núpcies, amb Alícia de Vergy. D'aquesta unió nasqueren:
- La infanta Joana de Borgonya (1200-1223), casada amb Raül II de Lusignan
- La infanta Alícia de Borgonya (1204-1266), casada amb Robert I de Chermont
- L'infant Hug IV de Borgonya (1213-1272), duc de Borgonya
- La infanta Beatriu de Borgonya (1216-?), casada amb Humbert III de Thorie.